# Air Rhuys
Air Rhuys (code IATA : RC) était une compagnie aérienne régionale française dite de 3e niveau, basée sur l'Aéroport de Vannes dans le département du Morbihan en Bretagne, effectuant du transport à la demande et des liaisons aériennes régulières.

## Histoire
La compagnie Air Rhuys était créée à Sarzeau près de Vannes le 01 juillet 1976 par Daniel Ayrault (1926-2011), 50 ans, jeune retraité et ancien pilote de la compagnie française U.T.A..
Daniel Ayrault développait deux activités, une "avion" au départ de l'aéroport de Vannes pour le transport à la demande et une, "hélicoptère" au départ du Port du Crouesty près de Vannes.
L'objectif initial de son créateur, l'orientait d'abord sur le travail aérien comme la photographie, l'école de pilotage et la publicité mais à la suite de la fermeture de la ligne Vannes-Rennes-Paris par la compagnie Air Inter, il décidait de s'orienter vers l'activité commerciale.
La ligne Paris-Rennes-Vannes exploitée en Fokker 27 de 40 places n'accueillant que 7,82 passagers par vol sur 9 mois d'exploitation alors que le Fokker permettaient d'embarquer plus d'une quarantaine de passagers, Air Inter décidait la fermeture de la ligne aérienne mais proposait de mettre en place une alternative à la ligne en mettant en place la liaison Vannes-Nantes-Paris et en sous-traitant la jeune compagnie Air Rhuys sur la première partie de ligne. Mais encore fallait-il que la compagnie Air Rhuys obtienne son agrément de transporteur aérien.
Cher au sénateur-maire de Vannes Raymond Marcelin, ancien ministre, qui s'est toujours battu pour l’existence d'une desserte aérienne de Vannes, ce dernier obtenait du secrétaire d’État aux transports de l'époque, Marcel Cavaillé, un avis favorable du conseil supérieur de l'aviation marchande en date du 29 mars 1977, concernant l’agrément de transport de passagers d'Air Rhuys sur de la ligne régulière Vannes-Nantes. 
Air Rhuys ouvrait alors une ligne régulière le 04 avril 1977 entre Vannes et Nantes à l'aide d'un Cessna 402B de 7 passagers', classé TPP2 (Transport public de passagers 2 à savoir de moins de 5,7 tonnes), quatre fois par jour en correspondance des vols Air Inter et Touraine Air Transport (TAT) à Nantes Château-Bougon,.
Les horaires des vols au départ de Vannes-Meucon permettaient ensuite aux passagers de monter dans les caravelle III d'Air Inter pour les acheminer à Orly. 
Grâce à ces correspondances à Nantes, elle permettaient aussi aux habitants de Vannes et de sa région à un déplacement dans la journée vers de grandes villes françaises et européennes comme Paris, Lyon, Nice et Marseille avec Air Inter et Bordeaux et Toulouse avec TAT. Cette liaison correspondait dans un souci de désenclavement de la ville de Vannes, chef-lieu du Morbihan (40 000 habitants) à un besoin exprimé par l'élu local, Mr Raymond Marcellin et la Chambre de commerce et d'industrie du Morbihan.
Les vols entre Vannes et Nantes étaient assurés du lundi au vendredi dans un premier temps et duraient entre 20 et 25 minutes. Un aller simple coûtait 130 francs de l'époque. Air Inter avait envisagé pour l'été la possibilité de vols le week-end.
La première semaine, la compagnie a enregistré une moyenne de 3 à 4 passagers par vol, la rentabilité de la ligne était fixée à 5 à 6 passagers par vol.
L'équipe d'Air Rhuys était constitué de 3 pilotes dont Pierre Bodrais et Armand Houdusse, 3 techniciens dont Henri Lucos (chef) et Jacques Cléquin (aide mécanicien) ainsi qu'une hôtesse commerciale qui assuraient des vols à la demande notamment vers les iles Anglo-Normandes, le sud de l'Angleterre ou Belle-Île-en-Mer.
Les vols vers Nantes s’arrêtait en janvier 1978 à la suite de la mise en règlement judiciaire de la compagnie obligeant le dirigeant à clouer au sol son avion de transport et remettait en question l'emploi de huit personnes.  
Cet abandon était dicté par deux raisons majeurs. La première, la suppression de la subvention de la ville de Vannes (250 000 Frs en 1977 et 150 000 Frs prévus pour 1978) jugeant les résultats insuffisants (14 passagers transportés par jour au lieu de 20 à 22 demandés par la municipalité) alors que la Chambre de Commerce de Nantes n'avait pas hésité au vu des bons résultats à octroyer une subvention de 96 000 frs. La seconde, la pression de la compagnie Air Inter qui avait "embarqué" dans une aventure pareil la jeune compagnie aérienne.
La liaison avait duré 09 mois, transportant 2 400 passagers soit 24 caravelle pour Air Inter et une économie entre 500 000 et 600 000 frs pour cette dernière.
Air Rhuys déposait définitivement le bilan le 27 mars 1978, la liaison sous-traitée dans laquelle Air Inter et la mairie de Vannes l'avait entrainée, alors que Mr Ayrault n'était pas demandeur, l'avait mise en péril.  
La compagnie Nantes Aviation (1972-1981) a voulu reprendre la suite d'Air Rhuys sur la ligne régulière entre Vannes et Nantes (Dépôt dossier technique auprès de la CSAM le 28 décembre 1977), la compagnie réalisant déjà une ligne similaire au départ de Nantes vers Laval en Cessna 402 B.

## Le réseau
- Vannes- Nantes.

## Flotte
La compagnie a eu en flotte:
- Cessna 150 immatriculé F-BVBK[18].
- Cessna 172
- Cessna 402 B immatriculé F-BUUU[19].
- Hélicoptère Enström F-28 immatriculé F-BUIL[20],[21],[22].